# Lålättan
Lålättan, finska: Luolettu, är öar i Finland. De ligger i Finska viken och i kommunen Lovisa i landskapet Nyland, i den södra delen av landet. Öarna ligger omkring 89 kilometer öster om Helsingfors.
Arean för den av öarna koordinaterna pekar på är 1,2 hektar och dess största längd är 180 meter i öst-västlig riktning.